# Fröken Sverige 2003
Fröken Sverige 2003 var den 55:e upplagan av Fröken Sverige och hölls på Grand Hôtel i Stockholm den 6 april 2003. Tävlingen vanns av Helena Stenbäck från Norrbotten.

## Placeringar
| Slutresultat        | Tävlande           |
| ------------------- | ------------------ |
| Fröken Sverige 2003 | - Helena Stenbäck  |
| 1st runner-up       | - Isabelle Jonsson |

Juryn:
- Charlotte Nilsson